# پارلیر (کالیفرنیا)
پارلیر (به انگلیسی: Parlier) شهری در شهرستان فرسنو ایالت کالیفرنیا است که در سرشماری سال ۲۰۱۰ میلادی، ۱۴۴۹۴ نفر جمعیت داشته است.